# Везиркёпрю
Вези́ркёпрю́ (тур. Vezirköprü — «мост визиря») — город и район в области Самсун в Турции, на реке Акчай (Akçay), правом притоке реки Кызылырмак.
По Страбону Помпей после победы над Митридатом назвал местечко у города Фаземон городом Неаполь (др.-греч. Νεάπολις). Город назывался в античное время Андрапа (Ἄνδραπα) и Неоклавдиополь (Νεοκλαυδιούπολις).
После восстания джеляли город разграблен и разрушен. Восстановлен великим визирем Османской империи Кёпрюлю Мехмед-пашой (1656—1661).